# Lad os drikke Papas skål
Lad os drikke Papas skål er en dansk dokumentarfilm fra 1997, der er instrueret af Sonja Vesterholt.

## Handling
Danmark har et af verdens fineste balalajkaorkestre, Pavlovski's Balalajka Orkester. Denne dokumentarfilm er en familiesaga med operasangerinde Nina Pavlovski, datter af orkesterets grundlægger, som omdrejningspunkt. Hendes far, Evgeni Pavlovski flygtede til Danmark i 1930'erne, blev dansk gift og fik to børn. I filmen fortæller Nina og hendes mor om deres liv, hvor den russiske musik og kultur stadig spiller en stor og samlende rolle.